# 阿蓬江镇
阿蓬江镇，是中华人民共和国重庆市黔江区下辖的一个乡镇级行政单位。

## 行政区划
阿蓬江镇下辖以下地区：
两河社区、龙田社区、高碛社区、大坪村、漠河村、分水村、麒麟村、细水村、青杠村、黄莲村、石合村、彭家村和柒坨村。